# Agnès Sorel

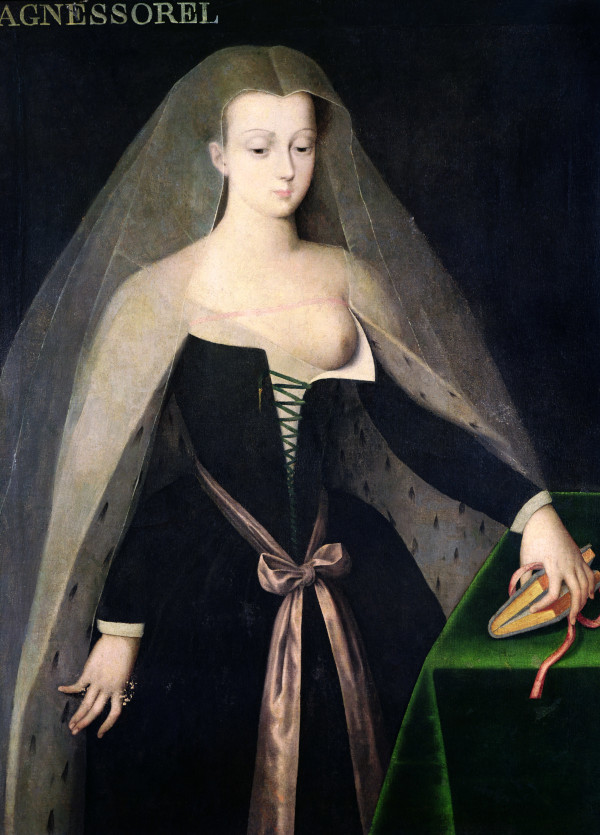
Agnès Sorel, konstnär okänd.

Agnès Sorel, född omkring år 1421 i Fromenteau (kommun Yzeures-sur-Creuse), död 9 februari 1450 i Le Mesnil-sous-Jumièges, var en fransk adelsdam, Karl VII:s mätress mellan 1444 och 1450. Hon räknas som den första mätressen, det vill säga officiella älskarinnan, i Frankrikes historia.  

## Biografi
Agnès Sorel härstammade från en adelsfamilj i Touraine och var dotter till militären Jean Sorel, herre av Coudon, och Catherine de Maignelais. Hon kom till det franska hovet omkring år 1440 som hovdam hos drottningens svägerska Isabella av Anjou. 
Hon är från år 1444 bekräftad som Karl VII:s mätress. Hon fick snart en framskjuten ställning som kungens erkända mätress, vilket var ett nytt fenomen; hon var inte den första älskarinnan till en fransk monark, men hon var den första som öppet erkändes vid hovet och därmed intog en officiell ställning som en så kallad mätress. Agnès Sorel beskrivs inte bara som en stor skönhet utan också som en intelligens utöver genomsnittet. 
Karl VII gav henne många gåvor, vilket väckte kritik, bland annat diamanter för stora summor. Hon erhöll även stora godsdomäner, bland annat slottet Beauté, efter vilket hon fick titeln Dame de Beauté. Vid hovet ska hon ha ställt drottningen i skuggan, blivit en social centralgestalt och en modeikon som kund till Jacques Cœur; hon bar bland annat djupa urringningar och de höga frisyrer och hårklädslar, kallade hennin, som kritiserades mycket av kyrkan. 
Agnès Sorel utövade ett stort inflytande över Karl VII och ska ha gjort sig märkbar även inom hans politik, även om det är oklart exakt vilka av monarkens handlingar som var influerade av hennes råd. Hon använde sig även av sitt inflytande vid utnämningar. Sorel motarbetades starkt av tronföljaren. Vid ett tillfälle jagade tronföljaren henne ända fram till kungens säng, en incident som ledde till att kungen förvisade kronprinsen från hovet.       
Agnès Sorel fick fyra döttrar med kungen. Vid hennes plötsliga död 1450 cirkulerade rykten om att hon skulle ha blivit förgiftad, bland annat för att dödsförloppet gick mycket snabbt. En undersökning av hennes kvarlevor 2004 visade på en förekomst av stora halter kvicksilver av den mängd som kunde förväntas vid en förgiftning. Som de huvudsakliga misstänkta utpekas kronprinsen, kungens nästa mätress samt Sorels läkare, som hade en andel i hennes testamente.